# Central West
Central West é uma região de Nova Gales do Sul, na Austrália. A região está geograficamente no leste de Nova Gales do Sul, na área a oeste das Montanhas Azuis, a oeste de Sydney. Tem uma área de 63.262 quilômetros quadrados (24.426 milhas quadradas).